# Kristen Jensen Lyngby
Kristen Jensen Lyngby, né le 28 juin 1829, mort le 15 février 1871 à Copenhague, est un philologue danois.